# Sopište
Sopište (albanska: Sopishte) är en ort i Nordmakedonien. Den är huvudort i kommunen med samma namn, i den centrala delen av landet, 5 kilometer söder om huvudstaden Skopje. Sopište ligger 501 meter över havet och antalet invånare är 9 460.